# Klášter Wilten
Klášter Wilten je premonstrátský klášter ve Wiltenu v Tyrolsku.

## Historie
Klášter byl podle pověsti založen již okolo roku 880 a k jeho obnovení došlo roku 1138 biskupem Reginbertem z Brixenu. V 15. a 16. století byl centrem vzdělanosti pro široké okolí. Dnešní barokní podoba pochází ze 17. a 18. století. V průběhu existence se klášter potýkal s mnoha obtížemi. V letech 1807–1816 byl klášter zrušen vyhláškou Bavorského království. Po nacistické éře a válečném bombardování byla v roce 1946 zahájena obnova komplexu, která byla dokončena v jubilejním roce 1988, kdy se slavilo 850. výročí založení.

## Opati

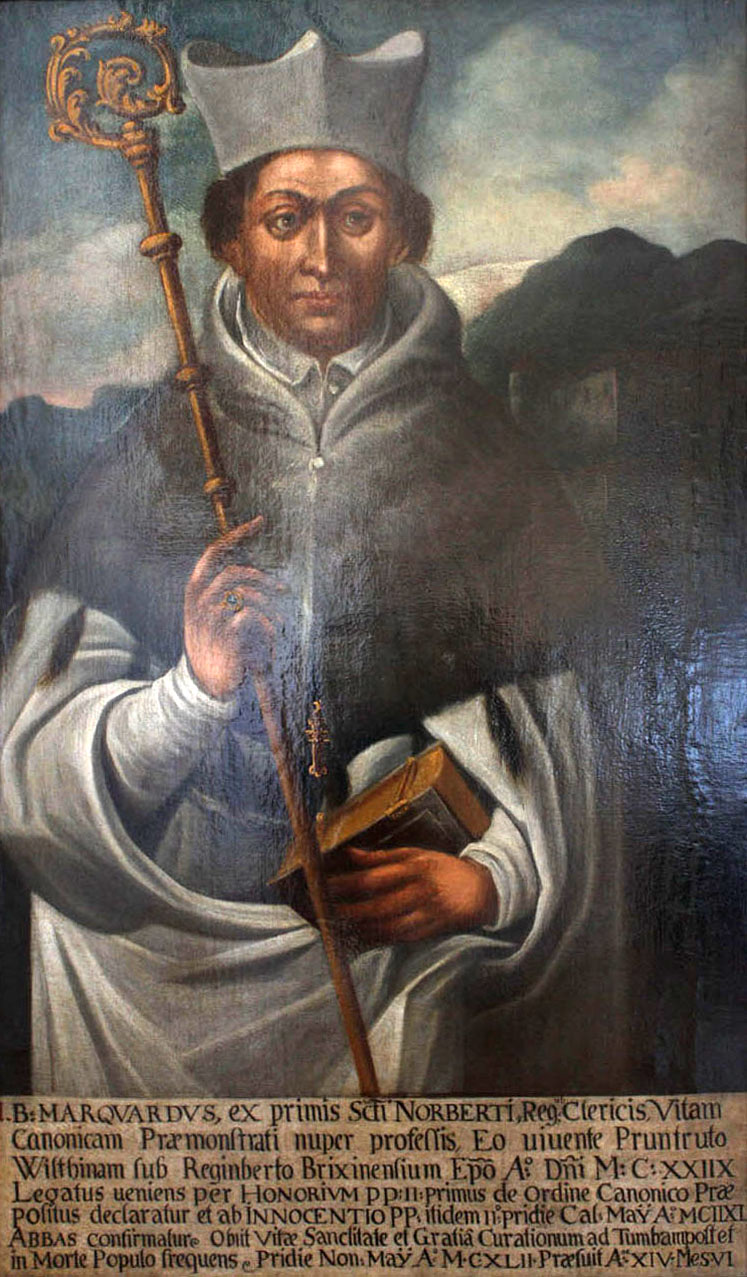
Marquard (1128/38–1142)

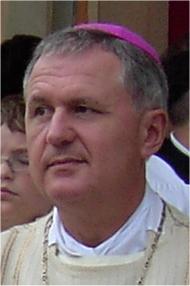
Raimund Schreier (od 1992)

- 1. Marquard z Pruntrutu (dnes kanton Jura) († 6. května 1142), žák sv. Norberta
- 2. Heinrich I.
- 3. Theodorich († 1178)
- 4. Heinrich II. († 19. září 1190)
- 5. Theodorich (Dietrich) († 24. ledna 1200)
- 6. Sigfried († 18. ledna 1207)
- 7. Ulrich I. († 1230)
- 8. Heinrich III.
- 9. Ulrich II.
- 10. Ludwig
- 11. Gottschalk
- 12. Witmar
- 13. Konrad I.
- 14. Wernher
- 15. Konrad II.
- 16. Johannes I.
- 17. Konrad III.
- 18. Friedrich
- 19. Jakob I.
- 20. Heinrich IV.
- 21. Jobst (1401–1413)
- 22. Heinrich V. (1413–1428)
- 23. Johannes II. (1428–1452)
- 24. Erhard (1452–1458)
- 25. Ingenuin Mösl (1458–1464)
- 26. Johannes III. Lösch (1464–1469)
- 27. Oswald Peisser (1469–1470)
- 28. Alexius Stoll (1470–1492)
- 29. Jakob II. Schmölzer (1492–1498) [1]
- 30. Leonhard Klinger (1498–1530)
- 31. Georg Trener (1531–1536)
- 32. Johannes Brunner (1536–1576)
- 33. Ulrich III. Krendl (1576–1585)
- 34. Johannes V. Saurwein (1585–1594)
- 35. Christoph Lercher (1594–1601)
- 36. Markus Kniepasser (1601–1605)
- 37. Simon Kammerlander (1605–1621)
- 38. Andreas Mayr (1621–1650)
- 39. Dominikus Löhr (1651–1687)
- 40. Johannes VII. Mayr von Freising (1687–1693)
- 41. Gregor von Stremer (1693–1719)
- 42. Martin von Stickler (1719–1747)
- 43. Norbert I. Bußjäger (1747–1765)
- 44. Josef von Lizzi (1765–1778)
- 45. Norbert II. von Spergs (1778–1782)
- 46. Markus II. Egle (1784–1820)
- 47. Alois I. Röggl (1820–1851)
- 48. Johannes VIII. Freninger (1851–1876)
- 49. Franz Sales Blaas (1877–1888)
- 50. Lorenz Müller (1888–1906)
- 51. Adrian Andreas Zacher (1907–1922)[2]
- 52. Heinrich VI. Schuler (1922–1949)
- 53. Hieronymus Triendl (1949–1955)[3]
- 54. Alois II. Stöger (1957–1992)
- 55. Raimund Schreier (1992–)